# 黄泉がえり
『黄泉がえり』（よみがえり）は、1999年に発表された梶尾真治の小説、2003年に映画化された。本項では、同じモチーフのテレビゲーム作品についても扱う。

## 概要
タイトルは、死んだ人が黄泉（よみ）から帰って来るという意味。熊本市およびその周辺で突如発生する、死んだはずの人が蘇ってくるという超常現象をベースに、人々の絡み合いを描く物語である。小説は『熊本日日新聞』土曜夕刊に、1999年4月10日から2000年4月1日まで連載された。作者が熊本出身・熊本在住だということもあり、作品中には熊本市内の実在の地名が数多く登場する。新聞連載時にはSF色を排除した構成になっているが、これは一般夕刊紙であることを意識したものと考えられている。単行本（『黄泉がえり』 新潮社 2000年10月 ISBN 4-10-440201-X）として刊行される際に、「彼」に関する記述が加えられた。
同じ状況設定で別の視点による短編として「黄泉びと知らず」がある。こちらは「詠み人知らず」の語呂合わせ。また、台湾の出版社より『黄泉歸來』のタイトルで中国語訳が出版されている。さらに2017年7月1日から「熊本日日新聞」土曜夕刊で、続編「黄泉がえりagain」が連載開始。2016年に発生した熊本地震後の熊本都市圏を舞台に「パワーアップした黄泉がえり」が起こるという設定である。挿絵は村井けんたろうが担当。こちらは2019年3月に単行本化された。
「黄泉がえり」には、「益城町下を走る布田川活断層の熊本市寄りの地域」で「震度7の揺れ」が起きるという、まるで2016年に発生した熊本地震を予言したかのような設定がある。作者も周囲の人たちから予知だったのではと言われて「自分でもぞくっとした」が「でも偶然だよ」とのこと。なお、梶尾が続編執筆を考えたきっかけは、熊本地震だった。前作のラストでは黄泉がえった人たちが地震を止めるが、「あの人たちがいたら、今回の熊本地震は起きなかったかも…」と考えたという。
劇場映画版は2003年に公開された。原作小説と同じ超常現象を扱いながらも、視点が異なる。また、同名キャラクターでも設定が異なっていたり、似たような設定のキャラクターでも名前が異なっていたりするため、以下、小説版・映画版のキャラクターを別々に解説する。

## 小説「黄泉がえり」
熊本市で火の玉やUFOのような不思議な発光体の目撃情報が寄せられ、また同じ頃、熊本地方を震源とする震度1の地震が観測された。この後、死んだはずの人が熊本市内で次々に蘇る（黄泉がえり）。

### 登場人物
児島雅人
鮒塚万盛堂（株）総務課長、38歳。母・縁、妻・瑠美、小3の娘・愛と暮らしている。勤務先で、亡くなった先代社長を見たという話を聞いた日、自宅では27年前に急逝した父・雅継が黄泉がえる。
中岡秀哉
鮒塚万盛堂（株）営業見習い、30歳。ドジでお調子者。既に職歴が8社もあり、どこも長続きしておらず、26歳で離婚している。しかしこれらは、24年前兄の優一が秀哉を救って水死したことがトラウマとなって影響していた。その中岡の前に、兄の優一が当時の姿で黄泉がえる。
相楽玲子
32歳。4年前に夫の周平が交通事故 に巻き込まれて死亡した後、古書店に勤務しながら息子・翔と必死で生きてきた。中岡に交際を申し込まれた翌日、周平が黄泉がえる。
川田平太
肥之國日報社会部記者。通称カワヘイ。児島とは、小・中学校の同級生。独特の風貌でとぼけた物言い、服装はチグハグで、伸びた髪をかき回せばフケが舞う。しかし記者としては優秀で、「黄泉がえり現象」をいち早くつかみ、取材を進めていく。
生田弥生（マーチン）
熊本市民会館でのコンサート中に倒れ、若くして亡くなった人気歌手。彼女が「発見」されたことで、熊本における黄泉がえり現象が全国的に注目を集めるようになった。映画版のRUIに相当するが、設定が異なる。
三池義信
警備会社社員でマーチンのファン。深夜勤務の夜間巡回中に、死んだはずのマーチンを「発見」し、彼女と関わっていくことになる。
六本松三男
4年前に相楽周平を死亡させた交通事故を引き起こした男。その後家族は離ればなれになり再就職もまったくうまくいかず、ホームレス寸前まで追いつめられた。いつしか周平を逆恨みするようになったが、そんなある日、黄泉がえった周平が目の前に現れる。
山田克則
熊本市立世安中学校3年B組に通う生徒。いじめを苦に自殺するがその後黄泉がえり、本人の希望によって同じクラスに復学する。
斎紀遙子
40代後半。際だった美貌を備えていたが、母の介護をしながら日々を送り、母が亡くなった現在も独身。高校生のころ一度だけ会ったことのある、天才的なリードギターでボーカル・青葉由高を理想の男性像としていた。自分のところには誰も黄泉がえってこないことから、噂を信じられないでいた。

### 書誌情報
- 単行本：2000年10月、新潮社、ISBN 4-10-440201-X
- 文庫本：2002年11月28日発売[3]、新潮文庫、ISBN 978-4-10-149004-5

## 小説「黄泉がえりAgain」
熊本地震から1年3か月が経った2017年7月、熊本で再び黄泉がえり現象が始まった。当初発生個所は熊本市電B系統の沿線に限られていたが、範囲は徐々に拡大。17年前の黄泉がえり現象を新聞記者として取材し、その後フリーライターとなった川田平太のもとにも、2年前に逝去した母親が黄泉がえってきた。その後川田は前回の黄泉がえり現象終息時ただ一人この世にとどまっていた相楽周平が失踪したことを知り、その娘であるいずみと出会う。

### 登場人物
川田平太
フリーライター。前回の黄泉がえり現象を1冊の本にまとめるため、10年前に肥之國日報を退職し「スタジオ・カワヘイ」を開くも、他の業務に忙殺されその目的は達成されていない。そんな折、2年前に死去した母が黄泉がえる。
室底敦士
肥之國日報の記者。川田とは1年間社会部で一緒だった。SNSなどを通じて黄泉がえりの再発をつかみ、川田に連絡を取る。
山口美衣子
川田が黄泉がえった母の手続きのため熊本市役所を訪れた際にたまたま出会った美女で、川田が熊本市立力合小学校6年生の時に同校の1年生だった。前回の黄泉がえり発生期間中に病死、17年ぶりに黄泉がえったため、見た目は川田より若い。のちに川田と交際を始める。
相楽周平
17年前の黄泉がえり現象の生き残りで、オフィスNA･SA（前回黄泉がえり時に中岡優一が立ち上げた企業）の社長。2016年熊本地震の直前、「また、布田川断層に何かを感じる」と言い残して失踪する。
相楽玲子
周平の妻。周平の失踪後にオフィスNA･SA社長に就任する。同社常務兼総務部長となった児島雅人を通じ川田を紹介してもらい、夫のことを相談する。
相楽翔
周平と玲子の息子でオフィスNA･SAの取締役兼営業部長。同社専務となった中岡秀哉の部下である。
相楽いずみ
周平と玲子の娘で熊本県立第一高等学校在学中。周平が黄泉がえった後に生まれており、特殊な能力を秘めている。
高田秋
いずみの幼馴染で熊本県立第一高等学校の男子生徒。いずみから信頼されており"ガードマン"として行動を共にする。
加藤清正
熊本藩初代藩主。本妙寺で頓写会が行われていた日、およそ400年ぶりに黄泉がえる。一人称は「虎」。
蒼木克史
熊本県立図書館に勤務する学芸員。本妙寺を訪れた際に、黄泉がえった清正を偶然発見する。
大関姫市
熊本市経済観光局文化振興課文化財班主査。黄泉がえった清正の生活全般の世話を担当している。小太りな男でオネエ言葉を話す。
小国晶子
熊本市内の企業に勤務するOL。友人の結婚披露宴で知り合った高宮比呂志と結婚を前提に交際していたが、結納を済ませた直後に比呂志を亡くしていた。初盆の日に黄泉がえりの噂を聞きつけた高宮家の全員と共に迎え火を焚き、比呂志を黄泉がえらせる。
吉田夕帆
熊本市内の調剤薬局に勤務する薬剤師。夫の裕生は2011年、仙台市出張中に東日本大震災の津波に巻き込まれ行方不明になった。その後、裕馬を女手一つで育てている。
吉田裕馬
夕帆の息子で小学校1年生。恐竜が好きで、夏休みの自由研究のため御船町恐竜博物館を訪れ、そこで手に入れた採集研修用の岩から化石を発見する。
菊千代
裕馬が持ち帰った化石から黄泉がえったミフネリュウ。名前は裕生が好きだった映画のキャラクターに由来し、「あれもミフネだったから」という理由で夕帆が命名した。夕帆曰く、その目は裕生のそれに似ている。

### 書誌情報
- 文庫本：2019年2月28日発売[4]、新潮文庫、ISBN 978-4-10-149013-7

## 映画
『黄泉がえり』は、2003年1月18日に公開された草彅剛主演の映画である。当初公開期間は3週間の予定であったが、感動が口コミで広まり異例の動員を記録。ムーブオーバーとなり、最終的に3か月以上のロングラン大ヒット となった。興行収入は30.7億円を記録した。
原作からは基本設定や登場人物の名前などを踏襲しているが、原作のSF要素を排して叙情性を重視した物語に脚色されている。
2008年にスティーヴン・スピルバーグ監督の映画制作会社ドリームワークスがリメークする権利を購入したと米芸能誌バラエティーが報じたが、頓挫した模様。

### あらすじ
熊本県阿蘇地方（原作とは異なる）で死んだ人が蘇るという超常現象が起こる。厚生労働省職員の川田平太は、現象の謎を探るため、自分の生まれ故郷でもある現地に赴く。「ヨミガエリ」と名付けられたこの現象は、さまざまなところで人が心に抱いていた思いを呼び起こすきっかけとなって行く。やがて山中で巨大な隕石口が発見され、また現象に対する研究も進められるが、突如ある限界が訪れる。

### キャスト
川田平太
演 - 草彅剛
主人公で、厚生労働省厚生科学課勤務の人物。生真面目な性格。役名は原作由来だが、役柄・性格は原作とは異なっている。本作では東京在住だが、黄泉がえり現象調査のため故郷でもある現地に派遣され、亡き親友・俊介の婚約者で幼馴染みでもある葵と再会する。業務を進める中で現象の深層に迫り、発現に必要な要素を知ることになる。秘め続けてきた想いを押し隠し、俊介を黄泉がえらそうと奔走する。物語ラストで、還っていく葵に思いを伝えることに成功した。
橘葵
演 - 竹内結子
平太の幼なじみで、本作のヒロイン。地元の役場に勤務し、明るく過ごしているものの、婚約者の死を受け入れられずにいる。平太と再会し、彼への思いと、俊介が黄泉がえってこないことの意味に苦悩するが、実は彼女も黄泉がえりである。黄泉がえり現象が始まった直後に転落事故で死亡し、更にその直後に平太の思いにより黄泉がえっていた。このため周囲はおろか本人でさえ死亡していた事実に気づかず、還るまで市役所に勤務したり、1人暮らしを続けたりしていた。
俊介
演 -  伊勢谷友介
平太と葵の幼馴染み。葵にプロポーズして婚約した後、海の事故で死亡。終盤では平太が彼を黄泉がえらせようと肉体の一部を境界線内に持ち込む。しかし、肝心の黄泉がえってほしいという気持ちがなかった（必要なくなった）ためか登場しなかった。
斉藤幸子
演 - 伊東美咲
聾学校教諭。聾者で体が弱かった母が自分を出産した後に亡くなったことを、ずっと気に病んでいた。母と再会し、感謝の思いを伝えることが出来た。
斉藤医師
演 - 田中邦衛
葵がカウンセリングを受けている医師で、幸子の父。突然黄泉がえった妻に、微笑みながら手話で話しかけるシーンが印象的。
斉藤園子
演 - 忍足亜希子
斉藤医師の亡き妻であり、幸子の母。命の危険を冒して娘・幸子を出産した、強い意志の持ち主。黄泉がえった後、生前にできなかった幸子との再会を果たす。
玲子
演 - 石田ゆり子
夫を亡くした後、幼い娘を抱え、ラーメン屋を営んできた。周平と再会したものの、脳出血で倒れてしまう。
周平
演 - 哀川翔
玲子の夫で、男気の強い性格。喧嘩の仲裁に入り、巻き添えで死亡。娘が英也に懐いていることに、複雑な思いを抱く。悩んだ末、最後は英也に家族を託しこの世を去る。
中島英也
演 - 山本圭壱（極楽とんぼ）
玲子のラーメン屋でアルバイトをしている青年。玲子を慕っており、家族同然の関係となっている。黄泉がえった周平に玲子と娘を託された。
中島優一
演 - 東新良和（ジャニーズJr.）
14歳で病死した英也の兄。黄泉がえりを果たし、人間的に足りない部分の多い英也を正しい方向へと導いた。またこの最中で誕生日を迎え、15歳になる（厳密には誕生日の直前に黄泉がえったため、この世にいた時間は15年より少ない）。
山田克典
演 - 市原隼人
イジメを苦にして自殺した中学生。葬儀の最中に黄泉がえり、生前にお互い好きだった直美と気持ちを通じ合わせた。
森下直美
演 - 長澤まさみ
克典の同級生で、小学校時代から彼のことが好きだった。強い願いにより、克典を黄泉がえらせる。
RUI
演 - 柴咲コウ
2年間、音楽活動が確認されていなかったため、死亡説まで出た歌姫。2年前に喪った恋人が黄泉がえったため、活動を再開し、物語の終盤でコンサートを開く。原作のマーチンに相当するが、設定が異なる。映画の開始時点では彼女が黄泉がえりであるようなミスリードが交えられているが、コンサートシーンで黄泉がえっていたのはSAKUの方だったことが判明する。
SAKU
演 - 村井克行
RUIの恋人で、キーボード奏者。2年前に亡くなっていたが黄泉がえる。新曲を完成させて行ったライブ中にタイムリミットを迎え、還って行く。
内藤勝雄
演 - 三島圭将
半世紀前に、森で友達と遊んでいて行方不明になった少年。その時のままの姿で、年老いた母親の前に姿を現す。映画では彼が最初の黄泉がえりとして確認され、平太らが事件の調査に乗り出すきっかけとなる。平太に黄泉がえった者が消えてしまう期限を教えた。絵を描くのが好き。
内藤サキ
演 - 北林谷栄
勝雄の母親。
梶原
演 - 寺門ジモン（ダチョウ倶楽部）
県庁職員として平太を補佐する。
津田春雄
演 - 高松英郎
津田嘉子
演 - 加茂さくら
神崎
演 - 清水章吾
アイバンクの医師
演 - 田辺誠一
その他
三船美佳、斉藤陽一郎、草野康太、筒井真理子、安住紳一郎、工藤俊作、井田國彦、木下ほうか、清水あすか、殺陣剛太、森下能幸、眞島秀和、山浦栄、諏訪太朗、井上肇、高川裕也、国枝量平、渡部豪太ほか

### スタッフ
- 監督 - 塩田明彦
- 脚本 - 犬童一心、斉藤ひろし、塩田明彦
- 原作 - 梶尾真治:(『黄泉がえり』新潮社刊)
- 企画 - 濱名一哉、神野智
- 企画協力 - 貴島誠一郎、安藤紘平、山田康裕、田中猛彦
- 製作 - 児玉守弘
- プロデューサー - 平野隆
- 撮影 - 喜久村徳章
- 美術 - 新田隆之
- 音楽 - 千住明
- 録音 - 細井正次
- 音響効果 - 帆苅幸雄、岡瀬晶彦
- 照明 - 金沢正夫
- 編集 - 菊地純一
- スタイリスト - 宇都宮いく子、小倉久乃
- アソシエイト・プロデューサー - 下田淳行、久保田修
- ライン・プロデューサー - 藤原恵美子
- アシスタントプロデューサー - 岡田有正、原公男
- 製作担当 - 斉藤玉恵
- 助監督 - 毛利安孝
- スクリプター - 柳沼由加里
- スチール - むらやまあつひと
- ビジュアルエフェクト - 浅野秀二
- 3DCG - 中島征隆
- CGI - 横石淳
- 映画「黄泉がえり」製作委員会 - 谷徳彦、遠谷信幸、青木真樹、出納泰治、島谷能成、瀬田一彦、市川南、三木裕明、鈴木義典、松山彦蔵、村上比呂夫、東節子、浜野隆、青木竹彦、藤沢美枝子、小松賢志、根岸悟、高野力、五郎丸弘二、佐々木昭雄
- 製作 - 映画「黄泉がえり」製作委員会（TBS、電通、東宝、アイ・エム・ジェイ、毎日新聞社、カルチュア・パブリッシャーズ、WOWOW、日本出版販売、IMAGICA、ツインズジャパン）
- 制作プロダクション - ツインズジャパン
- 配給 - 東宝

### 主題歌
RUI（柴咲コウ）「月のしずく」
作詞:Satomi 作曲:松本良喜
同シングルCD収録の3曲とも、本作の劇中でRUIが歌っている。

### サウンドトラック
- 『黄泉がえり』 オリジナル・サウンドトラック
音楽：千住明
発売：2003年1月15日 UPCH-1209（2,500円）

1. 奇跡の日
2. 日だまりの想い出 I
3. あなたの予感
4. 封筒とバス停
5. 何かちがう
6. 英也のテーマ
7. 君を愛して
8. 調査と使命
9. 手話と再会
10. 日だまりのブランコ
11. あなたに会えた
12. 幻の生命体
13. 日だまりの想い出 II
14. 別れの宣告
15. 封筒の秘密
16. 命の手紙
17. 平太の孤独
18. 別れの光
19. 月のしずく （Live Version）
20. 走れ葵
21. 日だまりの想い出
22. 黄泉がえり

### 受賞歴
- 第21回ゴールデングロス賞 日本映画部門 優秀銀賞[8]
- 第27回日本アカデミー賞[9]
  - 優秀監督賞 塩田明彦
  - 優秀脚本賞 犬童一心 / 斉藤ひろし / 塩田明彦
  - 優秀主演女優賞 竹内結子
  - 優秀音楽賞 千住明
- 第77回キネマ旬報ベスト・テン 読者選出日本映画ベスト・テン 第5位
- 第13回日本映画批評家大賞[10]
  - 主演女優賞 竹内結子

## ゲーム
『黄泉がえり 〜リフレイン〜』のタイトルで2004年3月25日に発売された。PlayStation 2用ゲームソフト、ジャンルはファンタジックサウンドノベル。制作は株式会社ディースリー・パブリッシャー。
プレーヤーは主人公の佐伯となり、「隈本市」で起きている「黄泉がえり現象」の取材をすることとなる。ゲーム内では7月1日から8月15日までの期間が1週間単位で進行する。取材先は9ヶ所あるが、1週間に取材できるのは3ヶ所まで。取材先ごとに1つずつのストーリーが設定されていて、ゲーム中で迫られる選択の結果による主人公の性格パラメータ（勇気、愛、真理、宥し、誠実、癒し、献身、正義、祝福）の変化などに応じて、各ストーリーごと、及びゲーム全体（佐伯と茜の物語）のバッド・ノーマル・グッドエンディングを迎えることとなる。

### ストーリー
ある夏、九州・隈本市では、「死んだ人が生き返ってくる」という奇妙な噂が広がっていた。その生き返った人々「黄泉がえり」が次第に増えていくなか、「肥之國日報」の佐伯隼人は、その「黄泉がえり現象」の取材を担当することとなった。生前と同じ記憶・姿を持ち、しかしどこかが違う、彼ら「黄泉がえり」。佐伯は、彼らに対するインタビューを重ねつつ、それぞれの人生に深く関わっていくことになる。そんな佐伯の前に、4年前に亡くなった、幼なじみの久住茜が黄泉がえってきた。

### 登場人物
佐伯 隼人
本作の主人公。「肥之國日報」社員。24歳。
久住 茜
声 - 小倉優子 / 島涼香
佐伯の幼なじみ。享年19歳。4年前に謎の死をとげたが黄泉がえり、佐伯の前に現れる。佐伯の取材に同行しながら、自分の死の真相についても調査する。
天草 小四郎
声 - 田坂秀樹
佐伯の助手兼カメラマン。23歳。

### シナリオタイトル
- 「社運」
- 「家に帰る」
- 「青春カムバック母さん」
- 「夕方に帰ってきた男」
- 「駅前の犬」
- 「傷跡」
- 「母子像」
- 「大正少女」
- 「姉さんの花壇」